# Simandre (liturgie)

Moine frappant des simandres.

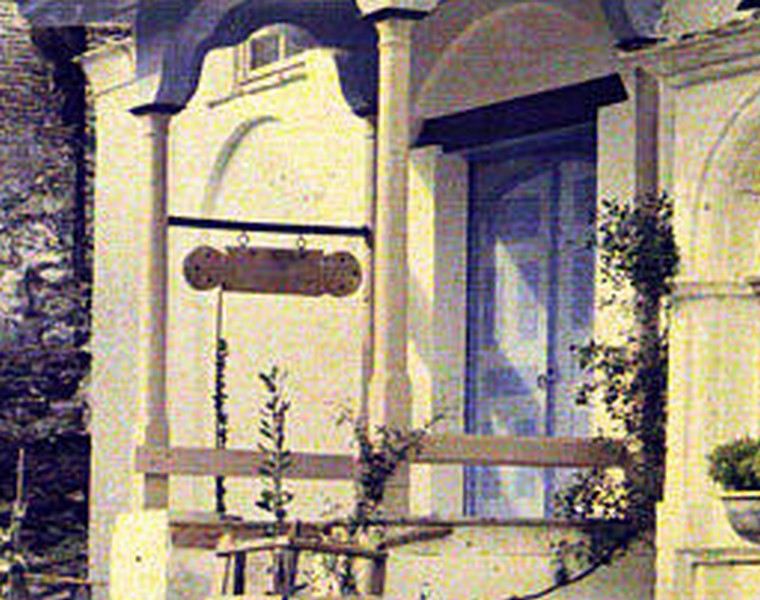
Simandre de Koutloumousiou.
Autochrome de Fernand Cuville.

Pour les articles homonymes, voir Simandre.
La simandre est une planche de bois (tilleul ou hêtre, bois sacrés) suspendue ou mobile, parfois de fer, que l'on frappe d'un maillet de bois pour appeler aux offices religieux. Cet instrument est toujours en activité de nos jours en Grèce et en Roumanie, où il sert à réveiller les moines orthodoxes le matin, à les appeler à la prière, aux offices et aux repas.

## Description
Elle représente autant le bois de la croix que la matérialité du culte. Avant Pâques, le Jeudi saint, la simandre remplace les cloches. En Roumanie, on prête à la simandre le pouvoir d'écarter ou même d'anéantir les mauvais esprits. Depuis le Ve siècle, en Occident et en Gaule, la cloche a remplacé la simandre pour rythmer la vie quotidienne dans les monastères, et depuis le Xe siècle en Arménie.

## Histoire
En Grèce, sous la domination ottomane, l'utilisation de la simandre trouvera un regain d'intérêt lorsque les Turcs interdirent aux chrétiens de faire usage des cloches pour marquer la vie religieuse de la communauté, les autochtones étant alors contraints d'utiliser ce moyen de communication plus discret.